# 上村依子
上村 依子（かみむら よりこ、1959年4月4日 - 2021年4月4日）は、日本の女優。鹿児島県出身。身長は153cm、体重66kg。血液型はB型。特技は日舞、鹿児島弁、三味線。最終所属は希楽星。

## 人物
再現VTRに多数出演。『どうーなってるの?!』や『こたえてちょーだい!』に「姑役」や「おせっかいなご近所の奥さん役」「店員に理不尽なクレームを付ける主婦役」などで登場。
2016年10月、日本テレビ系「有吉反省会」出演 の際は、500本以上の映画で、味のある役を演じた「一流おばちゃん俳優」と紹介された。
20代の頃から役者業を始めているが、35歳頃から「おばちゃん役」に徹している。40歳くらいまでは銀座のホステスと兼業していた。
安河内頼子と共に出演するYouTubeチャンネル「よりちゃんずショー」内の動画「はじめまして！」のコメント欄に、上村が2021年4月4日に死去した旨のコメントが公式に書き込まれた。

## 出演

### テレビドラマ

#### NHK総合
- 新・半七捕物帳 第9話「朝顔屋敷」（1997年）
- またも辞めたか亭主殿〜幕末の名奉行・小栗上野介〜（2003年）
- ドリーム〜90日で1億円〜（2004年）
- ジイジ〜孫といた夏〜（2005年）
- 連続テレビ小説 純情きらり（2006年）
- 大河ドラマ 功名が辻（2006年） - 薩摩ことば指導
- 藍染袴お匙帖（2010年） - およね 役
- 主婦カツ!（2018年） ‐ 牧原光代 役
- 週休4日でお願いします（2019年） - 林明子 役[4]
- おしい刑事 第2シリーズ（2021年） - 山崎ひろこ 役

#### NHK教育
- 虹色定期便

#### 日本テレビ
- 億万長者と結婚する方法（2000年）
- メッセージ〜言葉が裏切っていく〜（2003年）
- 光とともに…（2004年）
- 喰いタン（2006年）
- 夢をかなえるゾウ 女の幸せ篇 （2008年）（読売テレビ）
- もみ消して冬～わが家の問題なかったことに～（2018年） ‐ 菊沢美貴 役
- 家売るオンナの逆襲（2019年） ‐ トランプ虎子 役
- 火曜サスペンス劇場
  - 「女検事・霞夕子24」（2004年） - 田所清子 役

#### TBS
- 渡る世間は鬼ばかり（1990年 - 2011年）
- 小春の春（1989年）
- マリア（2001年）
- 温泉へ行こう（2003年）
- 元カレ（2003年）
- 一攫千金夢家族（2003年）
- ホットマン（2003年）
- コスメの魔法（2004 - 2005年） - 荒木啓子 役
- 新しい風（2004年）
- ブラザー☆ビート（2005年）
- 銭湯の娘!?（2006年）
- 弁護士のくず（2006年）
- 夫婦道（2007年）
- おひとりさま（2009年） - 清掃員 役
- 水戸黄門（2011年） - まつ 役
- 月曜ドラマスペシャル
  - 「水上署の源さん 東京運河 - 信州斑尾高原連続殺人事件」（1999年） - 仲居 役
  - 「早乙女千春の添乗報告書10」（2000年） - 坂上幸子 役
- 月曜ゴールデン
  - 「自治会長・糸井緋芽子社宅の事件簿」（2009年）
  - 「離婚妻探偵」（2009年）
- ハロー張りネズミ（2017年） - 中華料理屋「八宝菜館」の店員 役
- 陸王（2017年） - 橋井美子 役
- 恋はつづくよどこまでも（2020年） ‐ 菊地春子 役

#### フジテレビ
- その時がきた（1997年）
- 湾岸署婦警物語 初夏の交通安全スペシャル（1998年） - 主婦 役
- ショカツ（2000年）
- ビッグマネー!〜浮世の沙汰は株しだい〜（2002年）
- 危険なアネキ（2005年）
- 金曜プレステージ 白衣の天使は見た・外科病棟殺人事件カルテ(2008年)
- BOSS 2ndシーズン（2011年）

#### テレビ朝日
- 土曜ワイド劇場
  - 「美人コンパニオン殺し」（1990年）
  - 「作家 小日向鋭介の推理日記」（1997年）
  - 「火災調査官・紅蓮次郎」（2004年）
- 忍者戦隊カクレンジャー（1994年）
- ダムド・ファイル
- オマタかおる（1997年） - 香の母 役
- ガラスの仮面 第5話「特訓! 女優養成竹ギプス」（1997年8月4日）
- ガラスの仮面2 第9話「死なないで! 命の叫び!! 狼少女ジェーン」（1998年6月8日）
- ああ探偵事務所（2004年）
- 仮面ライダーW（2009年） - 優子の母 役
- 家政夫のミタゾノ（2016年） ‐ 松丸保子 役
- 仮面ライダーゼロワン（2020年） - 東品川の母 役
- ずんずん!（2021年） ‐ 池田牧子 役
- 欠点だらけの刑事（2021年）ｰ 店のおばあさん 役

#### テレビ東京
- 三匹のおっさん（2017年） ‐ 斎藤幸子 役

#### BS-i
- ケータイ刑事 銭形泪（2004年）
- 東京少女 桜庭ななみ（2008年）

#### BShi
- わたしが子どもだったころ 「三宅裕司編」 - 近所のおばさん 役 （2009年）

### 再現VTR出演
- ジョーダンじゃない!? – 準レギュラー
- どうーなってるの?! – 準レギュラー
- こたえてちょーだい!
- わかってちょーだい!
- 行列のできる法律相談所

### 映画
- みんな〜やってるか!（1995年）
- のど自慢（1999年）
- 2LDK（2002年）
- ニワトリはハダシだ（2004年）

### テレビアニメ
- SHADOW SKILL -影技-（1998年） - ギネビア 役

### 吹き替え
- カレンダー・ガールズ（2004年）

### CM
- 土崎文化センター「パチってちょーだい」編（秋田ローカル、2007年11月-）
- ホワイトエッセンス（高橋一生と共演、2019年ｰ）

### その他
- ふたり道（2013年 - 、BS日テレ）自動車教習所生徒役　※情報番組
- マツコの知らない世界（2017年6月6日、TBS） ※再現女優の世界